# Michel André (Mathematiker)
Michel André (* 26. März 1936; † 9. Juli 2009) war ein Schweizer Mathematiker, der sich mit nicht-kommutativer Algebra und mit Anwendungen in der Topologie befasste.

## Leben
André studierte an der ETH Zürich mit Diplom 1958 und wurde 1962 bei Claude Chevalley an der Sorbonne promoviert (Cohomologie des algèbres différentielles où opère une algèbre de Lie). Er war ab 1971 ordentlicher Professor an der École Polytechnique Fédérale de Lausanne.
1967 gehörte er zu den Begründern der Theorie nichtabelscher derivierter Funktoren (gleichzeitig mit Daniel Quillen, Jonathan Beck). 1970 war er eingeladener Sprecher beim Internationalen Mathematikerkongress in Nizza (Homologie des algèbres commutatives).
Er starb bei einem Unfall beim Bergwandern.

## Schriften
- Homologie des algèbres commutatives, Grundlehren der mathematischen Wissenschaften 206, Springer 1974